# قورباغه‌های تندابه آفریقایی
قورباغه‌های تندابه آفریقایی (نام علمی: Petropedetidae) نام یک تیره از راسته قورباغه است.